# Wapen van Amelander Grieën

Het wapen van Amelander Grieën

Het wapen van de Amelander Grieën werd op 11 januari 1967, per Koninklijk Besluit, aan het Friese waterschap toegekend. Het waterschap Amelander Grieën lag volledig op het waddeneiland Ameland. In 1994 is het waterschap gefuseerd met andere Friese waterschappen tot het Wetterskip Fryslân.

## Blazoenering
De blazoenering van het wapen luidde als volgt:
Doorsneden; I. Gedeeld. A. in goud drie schuinbalken van sabel; b. In azuur een naar rechts gewende wassenaar van zilver; II. In sabel een walvis van zilver, spuitend van keel; over alles heen een hartschild van goud, beladen met een kam van sabel. Het schild gedekt met een gouden kroon van drie bladeren en twee paarlen.
Het wapen is gedeeld, met een eveneens gedeelde bovenste helft, deze bovenste helft is gelijk aan het Wapen van Ameland. Het eerste vak is goud van kleur met daarop drie schuine zwarte balken. De balken lopen van heraldisch rechtsboven naar heraldisch linksonder. In het tweede deel een zilveren halve maan op een blauwe ondergrond. De onderste helft van het wapen is zwart met daarop een zilveren Groenlandse walvis, deze spuit met een rode straal uit zijn spuitgat. Over alle vakken heen staat nog een schildje, dat is goud van kleur met daarop een zwarte kam. Boven op het wapen staat een gravenkroon.

## Symboliek
Het wapen stond symbool voor het eiland Ameland door het wapen van de gemeente Ameland te gebruiken. Onder het Amelander wapen stond in het zwart een zilveren Groenlandse walvis. De walvisvaart was voor Ameland zeer belangrijk en dat werd middels dit wapen getoond. De walvis is dan ook gewond afgebeeld, vergelijkbaar met de walvis in het wapen van de voormalige Noord-Hollandse gemeente Graft-De Rijp.

## Vergelijkbare wapens

Het wapen van Ameland
Het wapen van Graft-De Rijp